# Município de Marion (condado de Marion, Ohio)
O município de Marion (em inglês: Marion Township) é um município localizado no condado de Marion no estado estadounidense de Ohio. No ano de 2010 tinha uma população de 44.749 habitantes e uma densidade populacional de 469,22 pessoas por km².

## Geografia
O município de Marion encontra-se localizado nas coordenadas 40° 36′ 08″ N, 83° 07′ 50″ O. Segundo o Departamento do Censo dos Estados Unidos, o município tem uma superfície total de 95.37 km², da qual 94.98 km² correspondem a terra firme e (0.41%) 0.39 km² é água.

## Demografia
Segundo o censo de 2010, tinha 44.749 habitantes residindo no município de Marion. A densidade populacional era de 469,22 hab./km². Dos 44.749 habitantes, o município de Marion estava composto pelo 87.94% brancos, o 8.3% eram afroamericanos, o 0.18% eram amerindios, o 0.48% eram asiáticos, o 0.06% eram insulares do Pacífico, o 0.98% eram de outras raças e o 2.06% pertenciam a dois ou mais raças. Do total da população o 2.74% eram hispanos ou latinos de qualquer raça.